# Marc Antoine Lacuée
Pour les articles homonymes, voir Lacuée.
Marc Antoine Côme Damien Jean-Chrisostome Lacuée, né le 10 décembre 1773 à Agen (Lot-et-Garonne) et mort le 8 février 1807  à Preußisch Eylau, est un général du Premier Empire.

## Biographie
Marc Antoine Côme Damien Jean-Chrisostome Lacuée, né à Agen, en la paroisse Saint-Étienne, le 10 décembre 1773, est le premier des trois enfants de Jean Chrysostôme de Lacuée (1747-1824), premier président de la Cour d'appel d'Agen, et de Marie Anne Douzon de Fontayral  , neveu de Jean-Girard Lacuée, frère de Gérard Lacuée et Jean-Chrysostôme Lacuée-Saint-Just.
Il avait à peine atteint sa dix-neuvième année lorsqu'il entra au service, le 9 février 1793, en qualité de lieutenant aide-de-camp de son oncle le général de brigade Lacuée, chef d’état-major de l'armée des Pyrénées.
Il fit les campagnes contre l'Espagne, et lorsqu'au mois de juin suivant le Comité de salut public retira à son oncle les lettres de service qui lui avaient été données, le jeune Lacuée entra comme lieutenant dans la légion des Montagnes avec laquelle il fut incorporé dans la 27e légère de première formation, le 8 fructidor an III.
Nommé capitaine le 24 floréal an IV, il passa le même jour en qualité d'aide-de-camp auprès du général Sahuguet, avec lequel il servit en Italie jusqu'à la réforme de cet officier général le 16 vendémiaire an VI. Autorisé, par décision du 14 brumaire suivant, à se retirer dans ses foyers jusqu'à ce qu'il pût être replacé, il fut employé comme capitaine-adjoint à l'état-major de l’Armée de l'Intérieur, et fut attaché au cabinet topographique et historique du Directoire exécutif jusqu'au mois de floréal an VII, époque à laquelle il alla conduire des conscrits à l'armée d'Italie. II sollicita alors l'autorisation de rester à cette armée et d'y servir en qualité d'adjoint aux adjudants-généraux. Cette demande ayant été accueillie, il fut autorisé, le 25 du même mois, à servir provisoirement à la suite de l'état-major d'Italie.
Nommé chef de bataillon à la 27e légère de première formation, il fit la campagne de l'an VII dans le Palatinat et servit à l'état-major de l'armée du Rhin pendant la guerre de l'an VIII, en Souabe et en Bavière.
Le 28 fructidor, il fut promu au grade de chef de brigade et appelé au commandement de la 63e demi-brigade de ligne de deuxième formation. C'est à la tête de ce corps qu'il fit partie de l'armée d'observation du Midi pendant les ans IX et X, et de celle des côtes de l'Océan pendant les ans XI, XII et XIII. Membre de la Légion d'honneur le 19 frimaire an XII, il en fut créé officier le 25 prairial suivant, et prit part aux campagnes d'Autriche et de Prusse de l'an XIV à 1807, avec la 1re division du 7e corps de la Grande Armée.
Le 7 février 1807, à la bataille d'Eylau, où il se couvrit de gloire, après avoir reçu deux blessures, il retourna au combat malgré les chirurgiens qui voulaient le retenir à l'ambulance et fut tué par un boulet de canon.
Son nom est gravé sur l'arc de triomphe de l'Étoile, côté Est.

## Source
« Marc Antoine Lacuée », dans Charles Mullié, Biographie des célébrités militaires des armées de terre et de mer de 1789 à 1850, 1852 [détail de l’édition]
- « Cote LH/1430/21 », base Léonore, ministère français de la Culture
- A. Lievyns, Jean Maurice Verdot, Pierre Bégat, Fastes de la Légion-d'honneur, biographie de tous les décorés accompagnée de l'histoire législative et réglementaire de l'ordre, Tome 3, Bureau de l’administration, 1844, 529 p. (lire en ligne), p. 239.